# Eugeniusz Posacki
Eugeniusz Posacki (ur. 21 lipca 1926 w Żydaczowie, zm. 18 listopada 2008 w Prudniku) – podpułkownik Wojsk Ochrony Pogranicza.

## Życiorys
Do Ludowego Wojska Polskiego wstąpił w 1944 r. Brał udział w forsowaniu Odry i Nysy Łużyckiej, oraz w walkach o Warszawę. Za swoje męstwo został odznaczony Krzyżem Walecznych. W 1946 roku przeniesiony do Wojsk Ochrony Pogranicza i skierowany, do 21 Brygady Ochrony Pogranicza w Gliwicach przeformowanej na 4 Brygadę WOP. Po kolejnych awansach, objął stanowisko zastępcy dowódcy batalionu do spraw politycznych, dowodzonego przez mjr. Jerzego Jakubiaka w 45 batalionie WOP. Karierę wojskową skończył na stanowisku zastępcy ds. politycznych Kętrzynskiego Oddziału WOP. Po przejściu do rezerwy pełnił wiele funkcji, zawodowo pracował m.in. w referacie wojskowym Prudnickich Zakładach Obuwia „Primus” oraz prudnickiej Obronie Cywilnej. Był prezesem Zarządu Miejskiego ZBOWiD-u, brał też czynny udział przy tworzeniu koła ZBŻZiORWP działając czynnie na rzecz koła. Zmarł 18 listopada 2008 r. w Prudniku, gdzie został pochowany z honorami wojskowymi na cmentarzu komunalnym.

## Ordery i odznaczenia
- Krzyż Oficerski Orderu Odrodzenia Polski
- Krzyż Kawalerski Orderu Odrodzenia Polski
- Złoty Krzyż Zasługi
- Krzyż Walecznych
- Srebrny Krzyż Zasługi
- Medal 30-lecia Polski Ludowej
- Złoty Medal „Siły Zbrojne w Służbie Ojczyzny”
- Srebrny Medal „Siły Zbrojne w Służbie Ojczyzny”
- Brązowy Medal „Siły Zbrojne w Służbie Ojczyzny”
- Medal „Za udział w walkach o Berlin”
- Złoty Medal „Za zasługi dla obronności kraju"”
- Srebrny Medal „Za zasługi dla obronności kraju”
- Brązowy Medal „Za zasługi dla obronności kraju”